# Sulpirid
Sulpirid ist ein Arzneistoff, der vor allem in der Psychiatrie eingesetzt wird. Es zählt zu den atypischen Neuroleptika (wird aber in einigen Texten auch als typisches Neuroleptikum gehandhabt), hat allerdings auch eine gewisse antidepressive Wirkung. Von der chemischen Struktur her handelt es sich um ein substituiertes Benzamid. Sulpirid wurde 1972 auf den Markt gebracht.

## Wirkprofil
Sulpirid hat im Gehirn eine starke Affinität zu den D2- und D3-Rezeptoren. Andere Neurotransmittersysteme werden kaum beeinflusst.
Die antipsychotische Wirkung setzt erst ab Dosen über 600 mg/Tag ein. Grund dafür ist vermutlich die geringe Schrankengängigkeit von Sulpirid, welche den eigentlich hochpotenten Stoff erst bei höheren Dosen als Neuroleptikum wirken lässt. Die höhere Durchlässigkeit der Blut-Hirn-Schranke im Bereich des tubero-infundibulären Systems führt dazu, dass schon relativ geringe Dosen Sulpirid eine erhöhte Prolaktin-Ausschüttung bewirken können. Bei niedrigeren Dosen wirkt Sulpirid stimmungsaufhellend und aktivierend.

## Indikation
Sulpirid ist zur Behandlung von Depressionen zugelassen, wenn andere Antidepressiva versagt haben oder nicht angewendet werden konnten. In höherer Dosis kann es zur Behandlung von Schizophrenien verwendet werden.
Sulpirid ist außerdem zur symptomatischen Therapie von Schwindelzuständen (Morbus Menière) zugelassen. Die Anwendung für diese Indikation ist jedoch umstritten.
Obwohl dem Sulpirid ein Rückschlag wie beim Clozapin erspart blieb, ließ das Interesse an der Substanz in den 1980er Jahren merklich nach. In den USA wurde Sulpirid nicht eingeführt.
Das enantiomerenreine Levosulpirid [(S)-Sulpirid] ist wegen seiner prokinetischen Wirksamkeit zur Behandlung von dyspeptischen Störungen angezeigt.

## Unerwünschte Wirkungen
Die wichtigste Nebenwirkung von Sulpirid ist die Erhöhung der Prolaktin-Ausschüttung, die bei Frauen z. B. zu Zyklusstörungen, bei Männern zu Verweiblichung und Brustvergrößerung (Gynäkomastie) führen kann. Die aktivierende Wirkung von Sulpirid kann mitunter als sehr störend empfunden werden und Schlafstörungen verursachen.
Besonders in hohen Dosen kann Sulpirid extrapyramidal-motorische Störungen (Extrapyramidales Syndrom) verursachen. Am Herzen kann es zu einer Verlängerung der QTc-Zeit kommen.

## Darreichungsformen
Sulpirid liegt in verschiedensten Darreichungsformen zur oralen Einnahme (Tabletten, Kapseln, Saft etc.) sowie als Injektionslösung vor.
Die Tagesdosis richtet sich nach dem jeweiligen Anwendungsgebiet, wegen der aktivierenden Wirkung sollte Sulpirid morgens eingenommen werden, bzw. die letzte Einzeldosis sollte spätestens bis 16:00 Uhr gegeben werden. Die Dosierung soll – speziell bei höherer Zieldosis – ein- bzw. ausschleichend geändert werden.

## Synthese

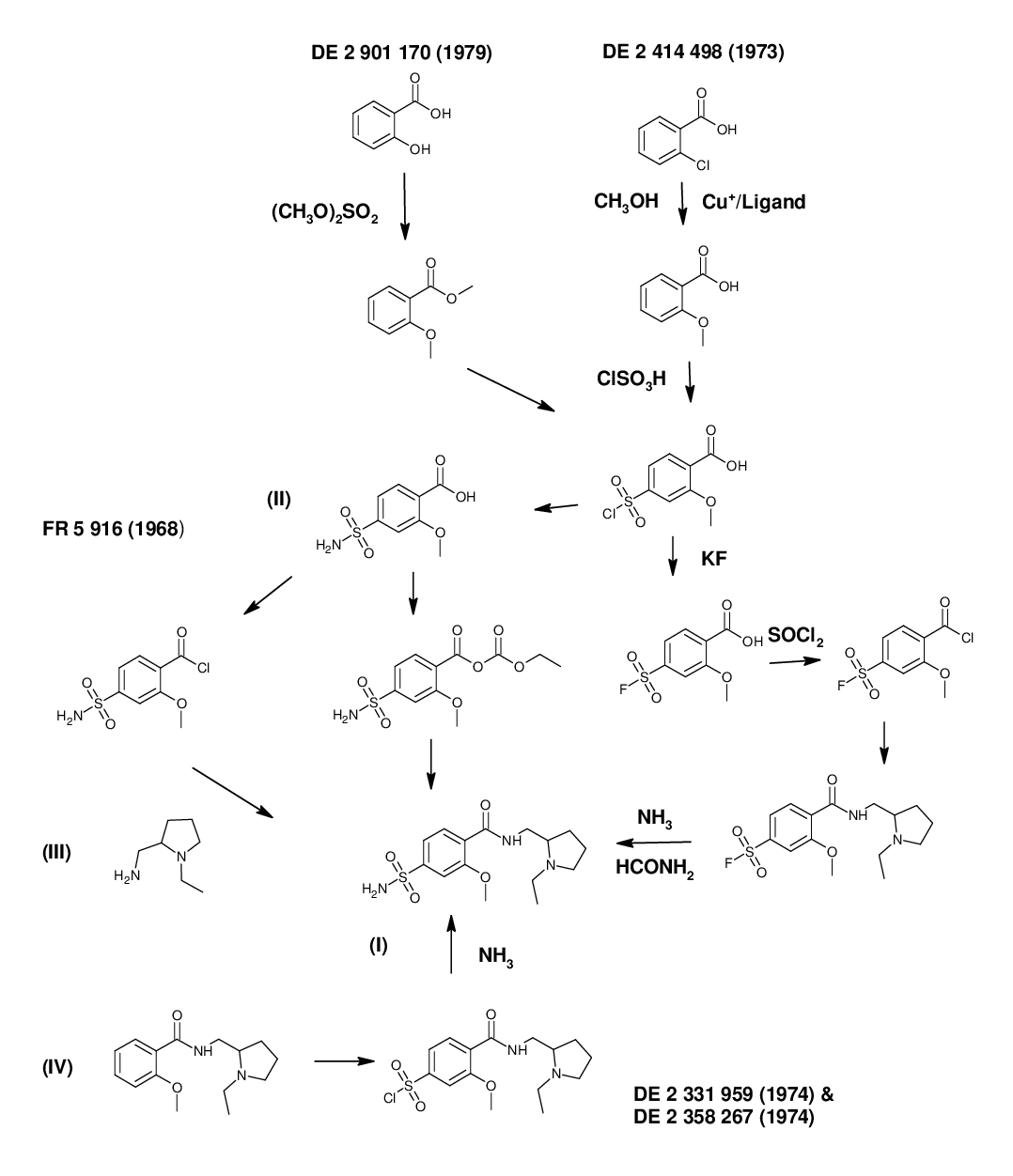
Synthesewege für den Wirkstoff Sulpirid

Eine mehrstufige Synthese für Sulpirid ist in der Literatur beschrieben. Zur Herstellung von Sulpirid werden viele Verfahren zur Aktivierung der 2-Methoxy-5-sulfamoylbenzoesäure herangezogen. Die deutlich differenzierte Reaktivität der Säurechloride im 2-Methoxy-5-fluorsulfonylbenzoylchlorid gegenüber Aminen und Ammoniak nützt ein weiteres Verfahren. Ein alternativer Weg dazu besteht in der Chlorsulfonierung eines Benzamids. (siehe Schema).

## Verwandte Verbindungen
Amisulprid und Tiaprid sind Analogsubstanzen von Sulpirid; Remoxiprid ist ebenfalls ein Analogon, jedoch außer Handel.

## Handelsnamen
Monopräparate

Arminol (D), Dogmatil (D, A, CH), Meresa (D), Meresasul (D, A), Neogama (D), Sulpivert (D), Vertigo-Meresa (D), Vertige-Neogama (D), zahlreiche Generika (D)